# André Sarrasani

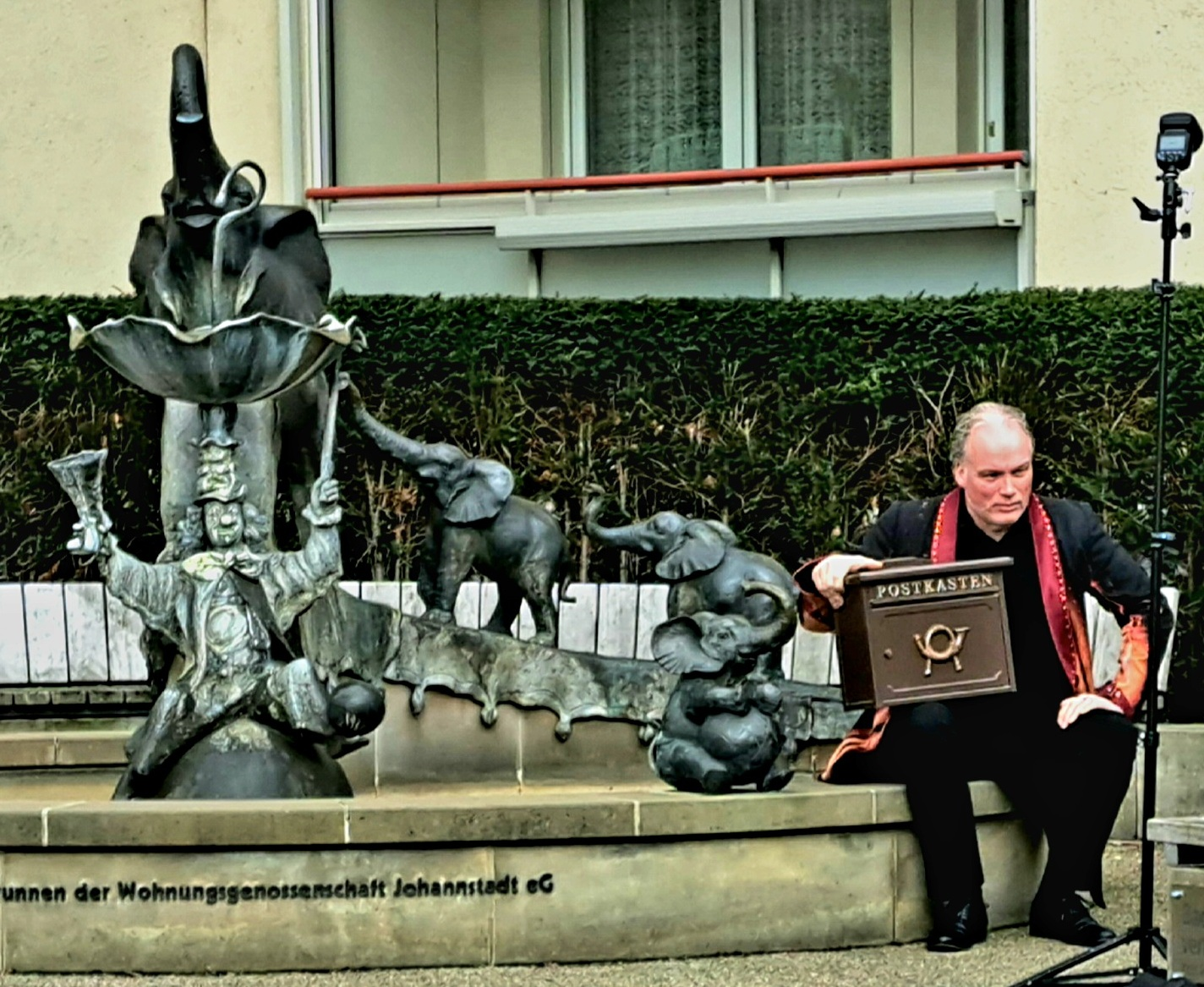
André Sarrasani vor dem Zirkusbrunnen in Dresden

André Sarrasani (* 3. November 1972 in Heidelberg) ist ein deutscher Zauberkünstler (Illusionist) und Manegenchef des Zirkus Sarrasani.

## Berufsleben
André Sarrasani wuchs in einer Zirkusfamilie auf. Seine Mutter, geborene Ingrid Wimmer (1933–2022), adoptiert unter dem Namen Stosch-Sarrasani, war Artistin, sein unehelicher Vater Fritz Mey (1904–1993) baute den Zirkus Sarrasani nach dem Zweiten Weltkrieg neu auf.
Nach der Schulausbildung am Internat Odenwaldschule in Ober-Hambach absolvierte Sarrasani eine Lehre als Schlosser, bevor er 1989 ins elterliche Unternehmen zurückkehrte, um zusammen mit dem Nachwuchs im Kinderzirkus die Fertigkeiten als Illusionist zu lernen.
1992 wurde André Sarrasani technischer Leiter des Zirkus und produzierte 1995 mit Arche Noah – Arche Nova seine erste Show. Beim Künstleragenten Lee Pee Ville, der selbst ein erfolgreicher Illusionist gewesen war, vertiefte er seine Ausbildung als Illusionist. Für die Gestaltung seiner frühen Programme, Magic Vision, Fantastische Vorstellungen und Sensations, nutzte er Vorbilder aus Las Vegas. Eine prominente Rolle in seinen Shows spielten ein Tiger sowie ein weißes Tigerbaby als „Zauberlehrling“.
Im Jahr 2000 übernahm er als jüngster Manegenchef die Geschäftsleitung von Sarrasani. Mit seinem Eintritt in die Geschäftsleitung weitete das Unternehmen sein Geschäftsfeld über den klassischen Zirkusbetrieb hinaus. Dazu zählten die Vermietung von Zelten, die Verpflichtung einzelner Künstler sowie die Ausrichtung kompletter Shows inklusive Verköstigung.
In der RTL-Castingshow Das Supertalent saß er 2007 neben Dieter Bohlen und Ruth Moschner in der Jury.
Am 1. Juli 2016 meldete die Sarrasani GmbH Insolvenz an. Die neugegründete Sarrasani Event GmbH dagegen kehrte nach 115 Jahren nach Radebeul zurück, wo Sarrasani in der Goldenen Weintraube neben den Landesbühnen Sachsen als Pächter kurzzeitig die „Theaterkneipe“ betrieb.
In Dresden betreibt Sarrasani am Einkaufszentrum Elbepark das Trocadero-Zelt. In der Saison 2017/18 kamen 11.000 Besucher zur Show.

## Privates
Im sozialen Bereich engagiert sich André Sarrasani seit 2003 als Schirmherr der Deutschen Selbsthilfe Angeborene Immundefekte (DSAI).
Sarrasani ist mit der Artistin Edit Slavova liiert, hat eine Tochter, die Sängerin Satin Sarrasani, und einen Sohn.